# Podróż apostolska Jana Pawła II do Hiszpanii (1982)
16 podróż apostolska Jana Pawła II odbywała się od 31 października do 9 listopada 1982 w Hiszpanii.
Wcześniej wizyta Ojca Św. była dwukrotnie odraczana: po zamachu na jego życie w 1981 oraz z uwagi na sytuację polityczną w Hiszpanii przed wyborami parlamentarnymi w 1982. 
Podróż apostolska objęła 16 miast i miejscowości w 14 prowincjach kraju. W tym czasie papież wygłosił 40 homilii i przemówień.

## Przebieg pielgrzymki

### 31 października
W niedzielę 31 października 1982 lądowanie na lotnisku Barajas ok. godz. 17, powitanie papieża przez parę królewską Jana Karola I Burbona i jego żonę Zofię, rząd, Episkopat z arcybiskupem Madrytu kardynałem Vicente Enrique y Tarancón.

### 1 listopada
Przelot śmigłowcem do Ávili, uroczystości 400. rocznicy śmierci św. Teresy z Ávili, stanowiące centralny punkt wizyty papieża. Stamtąd papież udał się do Salamanki, gdzie na Uniwersytecie Papieskim spotkał się z przedstawicielami wydziałów teologicznych hiszpańskich uniwersytetów.

### 2 listopada
Wizyta papieża na cmentarzu Almeduna w Madrycie w Dniu Zadusznym, spotkanie prywatne z królem, spotkanie z przedstawicielami partii i armii, wieczorem msza św. na głównej artylerii stolicy, Alei Castella.

### 5 listopada
Pobyt w Andaluzji, gdzie papież odwiedził miasta Sewilla i Grenada. W Sewilli papież beatyfikował Anielę od Krzyża.

### 6 listopada
Pobyt w Kraju Basków, gdzie papież odwiedził miasto Azpeitia w prowincji Guipúzcoa, skąd pochodził Ignacy Loyola, odprawiając tam mszę św.. Jan Paweł II potępił terroryzm i akty przemocy oraz zaapelował do separatystów baskijskich, by zeszli z dróg nienawiści i śmierci. Wizyta w sanktuarium w Javier i odwiedziny sanktuarium ku czci św. Franciszka Ksawerego.

### 7 listopada
Pobyt w Katalonii, gdzie papież przemawiał w Barcelonie.

### 8 listopada
Pobyt w Walencji, gdzie papież odwiedził miejscową katedrę. Po powrocie do Madrytu Jan Paweł II spotkał się z członkiniami świeckich i zakonnych kongregacji religijnych.

### 9 listopada
Pobyt w Galicji, gdzie papież pożegnał się z Hiszpanią w Santiago de Compostela przy udziale króla i władz, opuszczając państwo wieczorem tego dnia.